# Philippe Catoire
 (juillet 2016).
Pour les articles homonymes, voir Catoire.
Philippe Catoire est un acteur français, né le 3 juillet 1947 à Aubervilliers.

## Biographie
Philippe Catoire se forme auprès de René Simon et Jean-Louis Martin Barbaz. Par la suite, il travaille avec Roger Mollien puis Stuart Seide avant un long compagnonnage avec Jean Macqueron et Bernard Djaoui au Dix-Huit Théâtre où il joue Marivaux, Brecht, Pinter, Ramuz ou encore Jouvet.
Il participe ensuite à des spectacles de Franco Zeffirelli, Jean Le Poulain, Jorge Lavelli, Jean-Pierre Vincent et Jean-Luc Boutté à la Comédie Française. Il interprète Shakespeare, Molière, Racine, Lessing, Hugo, Labiche, Claudel, Ionesco et Beckett, dans des mises en scènes de Christophe Lidon, Didier Ruiz, Dominique Lurcel, Catherine Rétoré, Serge Krakowski, Arnaud Denis, Denis Llorca et Jean-Claude Sachot.
Jouant régulièrement au théâtre, il est également spécialisé dans le doublage. Il double régulièrement les acteurs Tom Wilkinson, Richard Jenkins, Charles Dance, Ciarán Hinds et plus récemment Geoffrey Rush et Ian McKellen — ces deux derniers étaient régulièrement doublés jusqu'ici respectivement par Patrick Floersheim, décédé en 2016, et Jean Piat, décédé en 2018.
Dans l'animation, il est connu pour ses nombreux rôles de méchants tels que le général Mandibule dans Fourmiz, Lord Farquaad dans Shrek, Soto dans L'Âge de glace, Oncle Max dans Le Roi Lion 3 : Hakuna Matata ou encore Victor Quatremaine dans Wallace et Gromit : Le Mystère du lapin-garou. Il est la deuxième voix du capitaine Crochet dans Peter Pan 2 à la suite du décès de Jean-Henri Chambois.
Voix récurrente des jeux vidéo, il est notamment la voix de l'Homme-trouble dans les deux derniers volets de la trilogie Mass Effect et celle du roi Regis Lucis Caelum CXIII dans Final Fantasy XV.
À noter qu'il est la voix française régulière de Dark Vador dans les œuvres Star Wars depuis 2013 et qu'il a interprété Nounours en 2015 pour le spectacle de Bonne nuit les petits, succédant ainsi à Georges Aubert, Jean Martinelli et Pascal Renwick.
En outre, il prête régulièrement sa voix à des documentaires, que ce soit à la narration ou en doublant des intervenants.

## Théâtre
- 1974 : Troïlus et Cressida de William Shakespeare, mise en scène Stuart Seide, théâtre de l'École normale supérieure, TNP ;
- 1998 : Marie Tudor de Victor Hugo, mise en scène de Christophe Lidon, théâtre 14 ;
- 2004 : Nathan le sage de Gotthold Ephraïm Lessing, mise en scène Dominique Lurcel, théâtre Le Monfort ;
- 2004 : L’œuf de Félicien Marceau, mise en scène Christophe Lidon ;
- 2009 : Folies coloniales, mise en scène Dominique Lurcel, Grande halle de la Villette ;
- 2010 : Le Voyage de M. Perrichon d'Eugène Labiche, mise en scène Jean-Claude Sachot, théâtre du Nord-Ouest ;
- 2014 : En attendant Godot de Samuel Beckett, mise en scène Jean-Claude Sachot, théâtre Essaïon ;
- 2016 : Fin de partie de Samuel Beckett, mise en scène Jean-Claude Sachot, théâtre Essaïon ;
- 2017 : Timon d'Athènes de William Shakespeare, mise en scène de Cyril Le Grix, théâtre de la Tempête.
- 2022 : La Panne de Friedrich Dürrenmatt, mise en scène de Laure Sagols, Théâtre Essaïon
- 2023 : La fin est proche de Michel Heim, Théâtre Essaïon

Spectacle musical
- 2008 : L'Enfance de l'art, Nadia Boulanger : un portrait, de Catherine Rétoré, mise en scène de Philippe Catoire, Serge Krakowski et Catherine Rétoré avec Véronique Briel au piano.

## Filmographie

### Cinéma
- 1978 : L'Horoscope de Jean Girault ;
- 1983 : Ragazzo, court métrage de Vincent Martorana ;
- 1999 : Rue Bleue, court métrage de Chad Chenouga ;
- 2001 : 17 rue Bleue de Chad Chenouga ;
- 2005 : Artifice de Sébastien Fabioux ;
- 2014 : Job de fou, court métrage de Geoffroy Cantou.

### Télévision
- 1973 : Au théâtre ce soir : Les Amants novices de Jean Bernard-Luc, mise en scène Jacques Charon, réalisation Georges Folgoas, Théâtre Marigny ;
- 2009 : La vie est à nous (série télévisée) ;
- 2013 : Section de recherches (saison 7, épisode 5).

## Doublage

### Cinéma

#### Films
- Charles Dance dans (12 films) :
  - Ali G (2002) : David Carlton
  - Le Sang des Templiers (2011) : Langton, archevêque de Canterbury
  - Underworld : Nouvelle Ère (2012) : Thomas
  - Imitation Game (2015) : le commandant Alastair Denniston
  - Avant toi (2016) : Steven Traynor
  - SOS Fantômes (2016) : Dr Harold Filmore
  - Underworld: Blood Wars (2017) : Thomas
  - Johnny English contre-attaque (2018) : agent Neuf (caméo)
  - Godzilla 2 : Roi des monstres (2019) : le colonel Alan Jonah
  - La Légende du dragon (2019) : Lord Dudley
  - Mank (2020) : William Randolph Hearst
  - The King's Man : Première mission (2021) : Horatio Herbert Kitchener
  - La Malédiction : L'Origine (2024) : père Harris

- Tom Wilkinson dans (11 films) :
  - The Full Monty (1997) : Gerald
  - Batman Begins (2005) : Carmine Falcone
  - The Green Hornet (2011) : Jack Reid
  - Indian Palace (2012) : Graham
  - The Grand Budapest Hotel (2014) : l'auteur
  - Selma (2015) : Lyndon B. Johnson
  - Snowden (2016) : Ewen MacAskill
  - Titan (2018) : le professeur Martin Collingwood
  - Burden (2018) : Tom Griffin
  - The Catcher Was a Spy (2018) : Paul Scherrer
  - SAS: Red Notice (2021) : William Lewis

- Ian McShane dans (8 films) :
  - À la croisée des mondes : La Boussole d'or (2007) : Ragnar Sturlusson (voix)
  - John Wick (2014) : Winston Scott
  - John Wick 2 (2017) : Winston Scott
  - Hellboy (2019) : Pr Trevor Bruttenholm
  - John Wick Parabellum (2019) : Winston Scott
  - John Wick : Chapitre 4 (2023) : Winston Scott
  - Ballerina (2025) : Winston Scott
  - Deep Cover (2025) : Metcalfe

- Ian McKellen dans (5 films) :
  - Le Don du roi (1995) : Will Gates
  - Wolverine : Le Combat de l'immortel (2013) : Erik Lehnsherr / Magnéto
  - X-Men: Days of Future Past (2014) : Erik Lensherr / Magnéto âgé
  - La Belle et la Bête (2017) : Big Ben
  - L'Art du mensonge (2019) : Roy Courtnay

- Richard Jenkins dans (5 films) :
  - Fous d'Irène (2000) : l'agent Boshane
  - Trop, c'est trop ! (2001) : Walter Wingfield
  - Dérapages incontrôlés (2002) : Walter Arnell
  - La rumeur court… (2005) : Earl Huttinger
  - Bon à tirer (BAT) (2011) : Coakley

- Graham McTavish dans (5 films) :
  - John Rambo (2008) : Lewis
  - Le Hobbit : Un voyage inattendu (2012) : Dwalin
  - Le Hobbit : La Désolation de Smaug (2013) : Dwalin
  - Le Hobbit : La Bataille des Cinq Armées (2014) : Dwalin
  - Creed : L'Héritage de Rocky Balboa (2015) : Tommy Holliday

- Michael McKean dans (4 films) :
  - Man Trouble (1992): Eddy Revere
  - Rien à perdre (1997) : Phillip Barrow
  - Auto Focus (2002) : le patron de la société fabriquant du matériel vidéo
  - Jerry and Marge Go Large (2022) : Howard

- Ed Harris dans (4 films) :
  - La Firme (1993) : Wayne Tarrance
  - Les Insoumis (2016) : Joy
  - The Lost Daughter (2021) : Lyle
  - Top Gun : Maverick (2022) : le contre-amiral Chester « Hammer » Cain

- Ciarán Hinds dans (4 films) :
  - Les Sentiers de la perdition (2002) : Finn McGovern
  - Le Rite (2011) : Père Xavier
  - La Dame en noir (2012) : M. Daily
  - John Carter (2012) : Tardos Mors

- Brian Cox dans :
  - L'Affaire du collier (2001) : Ministre Breteuil
  - Troie (2004) : Agamemnon
  - Zodiac (2007) : Melvin Belli

- Robert Forster dans :
  - Magic Baskets (2002) : le coach Wagner
  - Hanté par ses ex (2009) : le sergent Volkom
  - The Code (2009) : le lieutenant Weber

- Jim Broadbent dans :
  - Gangs of New York (2002) : William Tweed
  - Big Game (2014[n 1]) : Herbert
  - Un garçon nommé Noël (2021) : le roi

- Geoffrey Rush dans :
  - Sex fans des sixties (2002) : Harry Plummer
  - Gods of Egypt (2016) : Rê
  - Pirates des Caraïbes : La Vengeance de Salazar (2017) : Hector Barbossa

- Jim Carter dans :
  - Modigliani (2004) : Achille Hébuterne
  - Crimes à Oxford (2008) : l'inspecteur Petersen
  - Wonka (2023) : Abacus Crunch (dialogues)

- Stephen Lang dans :
  - In the Blood (2014) : Casey
  - Jarhead 2 (2014) : le major Gavins
  - Le Secret de la cité perdue (2022) : le méchant du roman de Loretta (caméo)

- J. K. Simmons dans :
  - Terminator Genisys (2015) : l'inspecteur O'Brien
  - La La Land (2016) : Boss
  - Traque à Boston (2017) : le sergent Jeffrey Pugliese

- Zach Grenier dans :
  - Fight Club (1999) : Richard Chesler
  - Opération Espadon (2001) : A. D. Joy

- James Rebhorn dans :
  - Mon beau-père et moi (2000) : Dr Larry Banks
  - Président par accident (2003) : Bill Arnot

- Chris Barrie dans :
  - Lara Croft: Tomb Raider (2001) : Hillary
  - Lara Croft : Tomb Raider, le berceau de la vie (2003) : Hillary

- James Cosmo dans :
  - Chungkai, le camp des survivants (2001) : le colonel McLean
  - Outlaw King : Le Roi hors-la-loi (2018) : Robert de Bruce

- Noah Emmerich dans :
  - Cellular (2004) : Jack Tanner
  - Little Children (2007) : Larry Hedges

- David Clennon dans :
  - Syriana (2005) : le général Donald Farish III
  - Vive les vacances (2015) : le pilote

- Stuart Wilson dans :
  - Un été sur Terre (2000) : John Morse
  - Hot Fuzz (2007) : Dr Robin Hatcher

- Larry Pine dans :
  - L'Enlèvement (2004) : Tom Finch
  - The French Dispatch (2021) : le premier magistrat

- James Earl Jones dans :
  - Rogue One: A Star Wars Story (2016) : Dark Vador (voix)
  - Star Wars, épisode IX : L'Ascension de Skywalker (2019) : Dark Vador (voix)
- 1932[n 2] : Scarface : Gaffney (Boris Karloff) (2e doublage)
- 1940[n 3] : Arizona : Solomon Warner (Paul Harvey)
- 1971[n 4] : Charlie et la Chocolaterie : le journaliste décrivant la chasse aux tickets d'or (2e doublage)
- 1974[n 5] : Le Parrain 2 : le sénateur Pat Geary (G. D. Spradlin) (2e doublage)
- 1977[n 6] : Rencontres du troisième type : le chef de projet (J. Patrick McNamara)
- 1981[n 7] : 13 Morts et demi : ? (?)
- 1984[n 8] : Supergirl : Zaltar (Peter O'Toole) (2e doublage, version DVD director's cut)
- 1985[n 9] : D.A.R.Y.L. : le général Graycliffe (Ron Frazier) (2e doublage)
- 1986 : Une baraque à tout casser : Curly (Philip Bosco)
- 1989 : Le sapin a les boules : Bill, le collègue de bureau (Sam McMurray)
- 1990 : RoboCop 2 : voix additionnelles
- 1991[n 10] : Robin des Bois, prince des voleurs : Guy de Gisborne (Michael Wincott) (2e doublage)
- 1994 : Les Patriotes : Samy [Qui ?]
- 1995 : Traque sur Internet : Russ Melbourne (Rick Snyder)
- 1995 : La Dernière Marche : le chapelain Farlely (Scott Wilson)
- 1995 : Apollo 13 : le présentateur télé [Qui ?]
- 1995 : Usual Suspects : un flic de l’interrogatoire [Qui ?]
- 1995 : Moonlight et Valentino : Paul (Peter Coyote)
- 1996 : Rock : Général Peterson (John Laughlin)
- 1996 : Le Poids du déshonneur : Wendell Bye (John Heard)
- 1997 : Ouvre les yeux : le gardien (Joserra Cadiñanos) et le présentateur TV (Pepe Navarro)
- 1997 : Sans foi ni loi : Buckner (Kevin Rushton) et Shenwood [Qui ?]
- 1997 : Le Chacal : Dennehey (Walt MacPherson)
- 1998 : Couvre-feu : le directeur du FBI (Will Lyman)
- 1998 : Souviens-toi... l'été dernier 2 : M. Brooks (Jeffrey Combs)
- 1998 : Sexe et autres complications : le shérif Carl Tippett (Lyle Lovett)
- 1998 : Godzilla : voix additionnelles
- 1998 : The Gingerbread Man : le juge Cooper (Paul Carden)
- 1999 : Collège Attitude : Augustus Strauss (John C. Reilly)
- 1999 : Just Married (ou presque) : M. Trout (Allan Kent)
- 1999 : Man on the Moon : Stanley Kaufman (Gerry Becker)
- 2000 : Amour, piments et bossa nova : Alex Reeves (John de Lancie)
- 2000 : La Légende de Bagger Vance : Walter Hagan (Bruce McGill)
- 2000 : Tigerland : le capitaine Saunders (Nick Searcy)
- 2001 : Un homme d'exception : l'analyste au Pentagone (Kent Cassella)
- 2001 : En territoire ennemi : l'amiral Piquet (Joaquim de Almeida)
- 2001 : Monkeybone : le chef de chirurgie (Bob Odenkirk)
- 2001 : Diablesse : le coach Norton (R. Lee Ermey)
- 2002 : Igby : Pompe funèbres (Nicholas Wyman)
- 2002 : Star Trek : Nemesis : Commander 1 (David Ralphe)
- 2002 : Chewing-gum et Cornemuse : Jared O'Reilly (Craig Ferguson)
- 2002 : L'Amour sans préavis : Larry Kelson (Robert Klein)
- 2002 : Antwone Fisher : Capitaine (James Brolin)
- 2002 : Men in Black 2 : le cafard [Qui ?] (voix)
- 2002 : Mission Évasion (Hart's War) de Gregory Hoblit : le colonel J.M. Lange (Joe Spano)
- 2002 : Le Roi scorpion : Thorak (Ralf Moeller)
- 2002 : Dancer Upstairs : Merino (Oliver Cotton)
- 2002 : Une nana au poil : le garde du corps des danseuses (Bob Rubin)
- 2002 : From Hell : Benjamin « Ben » Kidney (Terence Harvey)
- 2003 : Super papa : Joe Scheffer (Tim Allen)
- 2003 : La Morsure du lézard : Earl (Ray Baker)
- 2003 : Veronica Guerin : Aengus Fanning (Emmet Bergin)
- 2003 : Evelyn : Hugh Canning (Brian McGrath)
- 2003 : Bad Boys 2 : l'agent de la DEA Tony Dodd (Antoni Corone)
- 2003 : Les Looney Tunes passent à l'action : le présentateur de la vidéo sur le singe bleu [Qui ?]
- 2003 : Coffee and Cigarettes : Tom (Tom Waits)
- 2003 : Le Sourire de Mona Lisa : ? ( ? )
- 2004 : Alamo : David Burnet (W. Earl Brown)
- 2004 : Les Petits Braqueurs : M. Hartmann (John Carroll Lynch)
- 2004 : Hellboy : le présentateur télé (Bob Sherman)
- 2005 : Goal! : le commentateur (Martin Tyler)
- 2005 : Les Quatre fantastiques : Ned Cecil (Michael Kopsa)
- 2005 : Star Wars, épisode III : La Revanche des Sith : Tion Medon (Bruce Spence)
- 2005 : La Guerre des mondes : Policier à l'intersection (Danny Hoch (en))
- 2005 : American Pie: No Limit! : M. Nelson (Timothy Stack)
- 2005 : Casanova : Donato (Stephen Greif)
- 2006 : The Fall : Dr Whitaker (Michael Huff)
- 2006 : Un crime : Bill (Joe Grifasi)
- 2006 : Fido : Jonathan Bottoms (Henry Czerny)
- 2006 : Rocky Balboa : lui-même (Bernard Fernandez (en))
- 2007 : Married Life : Alvin Walters (Timothy Webber)
- 2007 : Appelez-moi Dave : Le directeur de l'école
- 2007 : Bad Times : Agent Hollenbeck (Michael Monks)
- 2007 : Il était une fois : le Troll (Fred Tatasciore) (voix)
- 2007 : 300 : le sénateur spartiate (Stephen McHattie)
- 2007 : Aliens vs. Predator: Requiem : Ritchie (Anthony Harrison)
- 2008 : Speed Racer : E. P. Arnold Royalton (Roger Allam)
- 2008 : Gran Torino : le notaire (Marty Bufalini)
- 2009 : Agora : Olympius (Richard Durden)
- 2009 : Avatar : le deuxième responsable de la mission (Jon Curry)
- 2009 : Solomon Kane : Malachi (Jason Flemyng)
- 2009 : Les Copains fêtent Noël : Chien Noël (Tom Bosley) (voix)
- 2010 : Invictus : Johan (Zak Feau'nati) et Johan De Villiers (Robin Smith)
- 2010 : Kiss and Kill : M. Kornfeldt (Tom Selleck)
- 2010 : Le Monde de Narnia : L'Odyssée du Passeur d'Aurore : Coriakin (Bille Brown)
- 2010 : J'ai rencontré le Diable : le capitaine Jang (Jeon Kuk-hwan)
- 2010 : État de choc : Henry White (David Selby)
- 2010 : From Paris with Love : la voix (David Gasman)
- 2010 : I Love You Phillip Morris : le juge [Qui ?]
- 2011 : Monsieur Popper et ses pingouins : Monsieur Gremmins (Jeffrey Tambor)
- 2011 : Cheval de guerre : ? (?)
- 2011 : Real Steel : ? (?)
- 2012 : Soldiers of Fortune : Mason (Colm Meaney)
- 2012 : J. Edgar : Richard Nixon (Christopher Shyer)
- 2013 : L'Extravagant Voyage du jeune et prodigieux T. S. Spivet : M. Stenpock (Richard Jutras)
- 2013 : Copains pour toujours 2 : Dr Larry (Dennis Dugan)
- 2013 : Dead Man Down : Lon Gordon (Armand Assante)
- 2013 : Rouge rubis : Dr White (Gottfried John)
- 2013 : The Bay : Bernie (Rick Benjamin)
- 2013 : Hunger Games : L'Embrasement : la voix d’annonce des Hunger Games [Qui ?]
- 2014 : Duels : Doc (Alfred Molina)
- 2014 : The Gambler : Mister Lee (Alvin Ing)
- 2014 : Albert à l'ouest : un cow-boy au bordel [Qui ?] et le gardien de la prison [Qui ?]
- 2014 : The Amazing Spider-Man : Le Destin d'un héros : l'un des invités à la remise des diplômes (Stan Lee) (caméo)
- 2014 : Sabotage : Lou Cantrell (Gary Grubbs)
- 2015 : Very Bad Dads : Leo Holt (Thomas Haden Church)
- 2015 : Cœur de dragon 3 : La malédiction du sorcier : le narrateur [Qui ?]
- 2015 : Diversion : Owens (Gerald McRaney)
- 2015 : The Walk : Rêver plus haut : le journaliste du journal télévisé [Qui ?]
- 2016 : Alice de l'autre côté du miroir : Absolem (Alan Rickman)
- 2016 : Spotlight : Jim Sullivan (Jamey Sheridan)
- 2016 : Mascots : Buddy Campbell (Don Lake)
- 2016 : Joyeuse fête des mères : Earl (Robert Pine)
- 2016 : Sully : Carl Clarke (Brett Rice)
- 2016 : Conjuring 2 : Le Cas Enfield : Bill Witkins (Bob Adrian)
- 2016 : Pee-wee's Big Holiday : Abraham Lincoln (Robert Broski)
- 2017 : The Lost City of Z : Sir John Scott Keltie (Clive Francis)
- 2017 : Braquage à l'ancienne : Albert Garner (Alan Arkin)
- 2017 : Logan Lucky : lui-même (Mike Joy)
- 2017 : La Mort de Staline : Viatcheslav Molotov (Michael Palin)
- 2017 : Detroit : le juge Demascio (Frank Wood)
- 2017 : Le Château de verre : M. Thomson (Chris Gillett)
- 2018 : À la dérive : Peter (Jeffrey Thomas)
- 2018 : Holmes and Watson : le juge Over (Michael Culkin)
- 2018 : La Favorite : Sidney Godolphin (James Smith)
- 2018 : Ma vie avec John F. Donovan : l'homme du restaurant (Michael Gambon)
- 2018 : 303 Squadron : le roi George VI (Jamie Hinde)
- 2019 : Captive State : Charles Rittenhouse (Alan Ruck)
- 2019 : Always Be My Maybe : Harry Kim (James Saito)
- 2019 : Ça : Chapitre 2 : le réalisateur du film « Les rapides des ténèbres » (Peter Bogdanovich)
- 2019 : Scandale : Martin Hyman (John Rothman)
- 2019 : Les Deux Papes : un cardinal [Qui ?]
- 2019 : Angel of Mine : Carl (Pip Miller)
- 2020 : Je veux juste en finir : le concierge (Guy Boyd)
- 2020 : Wonder Woman 1984 : Emerson le chef d'État-Major des armées (Patrick Lyster)
- 2020 : One Night in Miami : le premier annonceur à Wembley (John Curran)
- 2021 : Conjuring : Sous l'emprise du Diable : le père Kastner (John Noble)
- 2021 : Palmer : Coles Senior (Dane Rhodes)
- 2021 : Ice Road : le PDG Thomason (Matt Salinger)
- 2021 : À quel prix ? : le sénateur Kennedy (Steve Vinovich)
- 2021 : The French Dispatch : Albert l'Abaque (Willem Dafoe)
- 2021 : Tick, Tick... Boom! : Walter Bloom (Richard Kind)
- 2021 : Inconditionnel : Faruk (Murat Yilanci)
- 2021 : Dans les yeux de Tammy Faye : un orateur faisant un discours pour PTL [Qui ?]
- 2021 : Being the Ricardos : Bob Carroll Jr. (en) âgé (Ronny Cox)
- 2021 : Le Bar de la Tendresse : M. Moehringer, le grand-père de J. R. (Christopher Lloyd)
- 2021 : Last Night in Soho : M. Pointer (Andrew Bicknell)
- 2022 : Perdus dans l'Arctique : le secrétaire du ministre (Árni Lárusson)
- 2022 : Elvis : Meyer Kohn (Anthony Phelan)
- 2022 : Blonde : Hoover [Qui ?]
- 2022 : Werewolf by Night : Ulysses Bloodstone (Richard Dixon) (voix)
- 2022 : Spirited : L'Esprit de Noël : Marley (Patrick Page)
- 2022 : Les Lignes courbes de Dieu : le Père Del Olmo (Lluís Soler)
- 2022 : Quand le destin s'en mêle : Charlie (Ricardo Pitts-Wiley)
- 2022 : V comme Vengeance : Bullseye (Graham Greene)
- 2022 : Narvik : le major Sigurd Omdal (Henrik Mestad)
- 2023 : Oppenheimer : James Bryant Conant (Steve Coulter)
- 2023 : Ils ont cloné Tyrone : le troisième journaliste (Mark Pettit)
- 2023 : Plus tard, j'atteindrai les étoiles : Anderson (Michael Adler)
- 2023 : Thank You, I'm Sorry (sv) : ? (?)
- 2023 : Fiction à l'américaine : Dr Bulger (David De Beck)
- 2023 : Cat Person : le docteur Resnick (Fred Melamed)
- 2023 : L'Académie de M. Kleks (pl) : Dr Pai-Hi-Vo (pl) (Piotr Fronczewski)
- 2024 : A Journey : Monsieur T (Jimmy Santos (en))
- 2024 : Dans le terrier du lapin blanc (it) : Azcatl [Qui ?]
- 2024 : Furiosa : Une saga Mad Max : l'Homme-Histoire (George Shevtsov)
- 2025 : Revelations : le père de Yeon-hee et Yeon-joo (Do Yong-gu)
- 2025 : Mr. Wolff 2 : Burke (Robert Morgan)

#### Films d'animation
- 1937[n 11] : Blanche-Neige et les Sept Nains : le narrateur
- 1942[2] : Saludos Amigos : le narrateur
- 1972[3] : Panda Petit Panda : Papa Panda
- 1975[4] : Goldorak : La Guerre des Soucoupes volantes (en) : Actarus
- 1976[5] : Goldorak contre Great Mazinger : Actarus
- 1976[6] : Goldorak : L'Attaque du Dragosaure : Actarus
- 1986[n 12] : Le Château dans le ciel : Duffy
- 1987[n 13] : Pinocchio et l'Empereur de la Nuit : l'Empereur de la nuit[n 14]
- 1987[7] : Le Piano magique de Sparky : Henry Wilson
- 1994 : Richard au pays des livres magiques : le capitaine Achab
- 1994 : Dragon Ball Z : Rivaux dangereux : le prêtre Maloja
- 1994 : Dragon Ball Z : Attaque Super Warrior ! : le prêtre Maloja
- 1998 : Fourmiz : le général Mandibule
- 1999 : Tarzan : un éléphant
- 2000 : Fantasia 2000 : Leopold Stokowski
- 2000 : Joseph, le roi des rêves : le pharaon
- 2001 : Shrek : Lord Farquaad / le méchant Loup[n 15]
- 2002 : Peter Pan 2 : Retour au Pays imaginaire : le capitaine Crochet
- 2002 : L'Âge de glace : Soto
- 2002 : Mickey, le club des méchants : le capitaine Crochet, un fantôme
- 2003 : Le Monde de Nemo : le sous-chef poisson-lune du banc de poissons
- 2003 : La Légende du Cid : Alfonso
- 2003 : Sinbad : La Légende des sept mers : le guerrier
- 2003 : Le Livre de la jungle 2 : voix additionnelles
- 2004 : Le Roi lion 3 : Hakuna Matata : Oncle Max
- 2004 : Shrek 2 : le méchant Loup
- 2005 : Le Fil de la vie : Erito
- 2005 : Final Fantasy VII Advent Children : Reeve Tuesti
- 2005 : Tarzan 2 : Kago[n 16]
- 2005 : Wallace et Gromit : Le Mystère du lapin-garou : Lord Victor Quatremain[n 17]
- 2005 : Chicken Little : M. Toison d'Or
- 2005 : Madagascar : Rico le pingouin
- 2006 : Souris City : le crapaud[n 18]
- 2006 : Astérix et les Vikings : Nescaf
- 2006 : Bambi 2 : le grand prince
- 2006 : Frère des ours 2 : Chilkoot
- 2007 : Barbie, princesse de l'Île merveilleuse : le roi Armand
- 2007 : Tous à l'Ouest : cafard et conducteur de Tramway
- 2007 : Shrek le troisième : le méchant Loup
- 2007 : Le Vilain Petit Canard et moi : voix additionnelles
- 2007 : Les Trois Brigands : le cocher
- 2008 : Madagascar 2 : Rico le pingouin
- 2008 : Niko, le petit renne : le Père Noël
- 2009 : Hulk Vs : le professeur
- 2010 : Le Royaume de Ga'hoole : La Légende des gardiens : Allomère[n 19]
- 2010 : Shrek 4 : le méchant Loup
- 2011 : Ronal le Barbare : Lord Volcazor[n 20]
- 2012 : Niko, le petit renne 2 : le Père Noël
- 2012 : Madagascar 3 : Rico le pingouin
- 2012 : L'Âge de glace 4 : La Dérive des continents : Ariscratle[n 21]
- 2012 : Les Pirates ! Bons à rien, mauvais en tout : l'homme qui remet le prix de la meilleure découverte scientifique
- 2013 : La Reine des neiges : Kai, un troll
- 2013 : Le vent se lève : Caproni
- 2014 : Les Pingouins de Madagascar : Rico le pingouin
- 2014[8] : Toy Story : Hors du temps : le Grand Sage (court-métrage)
- 2014 : Planes 2 : Blade Ranger
- 2015 : Turbulences : le revenant
- 2016 : Dofus, livre 1 : Julith : le roi de Bonta
- 2016 : Kingsglaive: Final Fantasy XV : Régis Lucis Caelum CXIII
- 2017 : Cars 3 : Smokey
- 2017 : La Passion van Gogh : le Père Tanguy
- 2017 : Mary et la Fleur de la sorcière : Zébédée
- 2017 : La Reine des neiges : Joyeuses fêtes avec Olaf : voix additionnelles (court-métrage)
- 2017 : Vixen: The Movie : Chuck McCabe
- 2018 : Destination Pékin ! : Larry (version pour SND uniquement)
- 2019 : Royal Corgi : Nelson
- 2019 : Nicky Larson Private Eyes : Vince Ingrad
- 2019 : Toy Story 4 : l'Ancien
- 2019 : La Reine des neiges 2 : Kai
- 2019 : Blackfox (en) : Hyoe
- 2019[9] : Pauvre Toutou ! : le majordome
- 2020 : Lego Star Wars : Joyeuses Fêtes (en) : Dark Vador
- 2020 : Soul : Conseiller Michel C
- 2021 : Batman : Un long Halloween : Carmine Falcone
- 2021 : Lego Star Wars : Histoires terrifiantes (en) : Dark Vador
- 2021 : Bright: Samurai Soul : Tsukoyomi et voix additionnelles
- 2021 : Seal Team : Une équipe de phoques ! (en) : Claggart[n 22] et voix additionnelles
- 2021 : Charlotte : Grand-père
- 2022 : Ghost in the Shell: SAC 2045 Sustainable War : Batou
- 2022 : Lego Star Wars : C'est l'été ! (en) : Dark Vador
- 2023 : Le Roi singe : le vieux singe[n 23]
- 2023 : Il était une fois un studio : Big Ben (court métrage)
- 2024 : Thelma la licorne : voix additionnelles
- 2024 : Baki Hanma vs Kengan Ashura : Mitsunari Tokugawa
- 2024 : Ce Noël-là : le père Noël[n 24]

### Télévision

#### Téléfilms
- John Wesley Shipp dans :
  - Les Chaussures magiques (2015) : le président des États-Unis
  - Les Petits Meurtres de Ruby : Prédiction mortelle (2020) : John Herring

- 2003 : Angels in America : le premier ancêtre de Walter (Michael Gambon)
- 2004 : Allan Quatermain et la Pierre des ancêtres : Sir Malloy Henry (Ian Roberts)
- 2009 : La Peur en mémoire : Atwood (Barry Blake)
- 2011 : Planète Terre en danger : Lockman (Michael Kopsa (en))
- 2011 : Injustice : John Renner (John McGlynn (en))
- 2012 : La tour : Meno Rohde (Götz Schubert)
- 2012 : Retour au pays : Hermann Mohrle (Oliver Stokowski (de))
- 2013 : L'Héritage de Katie : Sealey (Steve Boles)
- 2013 : La Trahison de mon mari : John Morgan (Shawn Lawrence)
- 2014 : L'Auberge des amoureux : le père de Jerry (Timothy Bottoms)
- 2015 : L'Enfant de Buchenwald : Bochow (Thorsten Merten (de))
- 2015 : L'Habilleur : Norman (Ian McKellen)
- 2017 : L'Admirateur secret de Noël : Wally (Greg Rogers)
- 2019 : Un Nid d'amour pour Noël : ? ( ? )
- 2019 : Coup de foudre & chocolat : Foster Cavendish (Fred Henderson)
- 2020 : L'Héritière de Noël : Harold Morgan (Beau Daniels)
- 2021 : La Bataille de Noël : Jack Lockhart (Dermot Mulroney)
- 2022 : Prince charmant cherche maison : Frank (Scott Wentworth (en))

#### Séries télévisées
- Michael O'Neill dans (10 séries) :
  - 24 Heures chrono (2001) : Richard Walsh (saison 1)
  - The Unit : Commando d'élite (2006-2007) : Ron Cheals
  - Prison Break (2008) : Herb Stanton (saison 4)
  - NCIS : Enquêtes spéciales  (2010-2012) : Riley McCallister
  - Vegas (2012) : le maire Ted Bennett
  - Bates Motel (2014) : Nick Ford
  - Extant (2014) : Alvin Sparks
  - S.W.A.T. (2017-2018 / 2023) : Carl Luca
  - The Romanoffs (2018) : Ron Hopkins
  - Messiah (2020) : Cameron Collier

- Charles Dance dans (9 séries) :
  - Trinity (2009) : Dr Edmund Maltravers  (8 épisodes)
  - Game of Thrones (2011-2015) : Lord Tywin Lannister (27 épisodes)
  - Strike Back (2012) : Conrad Knox (saison 3)
  - Childhood's End : Les Enfants d'Icare (2015) : Karellen (mini-série)
  - Agatha Christie : Dix petits nègres (2015) : le juge Lawrence Wargrave (mini-série)
  - The Crown (2019-2020) : Lord Louis Mountbatten (5 épisodes)
  - Sandman (2022) : Roderick Burgess (saison 1, épisode 1)
  - Rabbit Hole (2023) : Dr Ben Wilson
  - The Day of the Jackal (2024) : Timothy Winthorp

- John Wesley Shipp dans (7 séries) :
  - Dawson (1998-2001) : Mitch Leery (83 épisodes)
  - Drop Dead Diva (2011) : Doug Bailey (saison 3, épisode 8)
  - Teen Wolf (2012-2013) : M. Lahey (saison 2, 4 épisodes)
  - Flash (2014-2023) : Dr Henry Allen (Terre-I) / Jay Garrick (Terre-III) / Flash (29 épisodes)
  - Arrow (2018) : Jay Garrick / Flash (saison 7, épisodes 8 et 9)
  - Supergirl (2018) : Jay Garrick / Flash (saison 4, épisode 8)
  - Stargirl (2021-2022) : Jay Garrick / Flash (saison 2, épisode 9 et saison 3, épisode 13)

- Gerald McRaney[10] dans (5 séries) :
  - Major Dad (1989-1993) : le major John D. « Mac » MacGillis (96 épisodes)
  - À la Maison-Blanche (2001 / 2004) : le général Alan Adamley (saison 3, épisode 6 et saison 5, épisode 22)
  - Jericho (2006-2008) : Johnston Green (23 épisodes)
  - NCIS : Los Angeles (2014-2023) : l'amiral Hollace Kilbride (54 épisodes)
  - Santa Clarita Diet (2018) : le colonel Ed Thune (saison 2, épisode 6)

- David Marciano dans (5 séries) :
  - The Shield (2006-2008) : l'inspecteur Steve Billings (2e voix, saisons 5 à 7)
  - Homeland (2011-2013) : Virgil Piotrowski (22 épisodes)
  - Shooter (2016-2017) : l'agent John Renlow / Howard Utey (8 épisodes)
  - Harry Bosch (2016-2020) : l'inspecteur Brad Conniff (13 épisodes)
  - Bosch: Legacy (2023) : l'inspecteur Brad Conniff (saison 2, épisode 1)

- Carlos Gómez dans (4 séries) :
  - NCIS : Enquêtes spéciales (2003) : l'officier Reyes (saison 1, épisode 6)
  - Shark (2006-2007) : le maire Manuel Delgado (12 épisodes)
  - The Glades (2010-2013) : Dr Carlos Sanchez (49 épisodes)
  - Gang Related (2014) : Miguel Salazar (5 épisodes)

- Christopher McDonald dans :
  - Les Dessous de Veronica (1997-1999) : Bryce Anderson
  - Numb3rs (2009) : Frank Thompson
  - Ballers (2016-2017) : Boss Man

- Miguel Sandoval dans :
  - Médium (2005-2011) : Manuel Devalos (130 épisodes)
  - Entourage (2010-2011) : Carlos (5 épisodes)
  - Grey's Anatomy : Station 19 (2018-2020) : le capitaine Pruitt Herrera (44 épisodes)

- Barry Corbin dans :
  - The Closer : L.A. enquêtes prioritaires (1998) : Clay Johnson
  - Les Frères Scott (2003-2009) : le coach Whitey Durham
  - Modern Family (2012-2014) : Merle Tucker

- Powers Boothe dans :
  - Deadwood (2004-2006) : Cy Tolliver
  - 24 Heures chrono (2007) : le vice-président Noah Daniels (saison 6)
  - Hatfields and McCoys (2012) : Wall Hatfield

- Sam McMurray dans : 
  - Raising Hope (2011) : Dr Burwitz (saison 1, épisode 15)
  - New York, unité spéciale (2012) : Will's Attorney (saison 13, épisode 23)
  - Les Feux de l'amour (2022) : Dwight (1 épisode)

- Glenn Morshower dans :
  - JAG (1995-2000) : Ned Bannon (6 épisodes)
  - Manhunt (en) (2024) : Andrew Johnson (mini-série)

- Stephen Lang dans :
  - Terra Nova (2011) : le commandant Nathaniel Taylor
  - Salem (2014-2017) : Increase Mather
  - Shades of Blue (2016-2017) : Terrence Linklater

- Hiro Kanagawa dans :
  - Heroes Reborn (2015-2016) : Hachiro Otomo (mini-série)
  - Salvation (2018) : Cheng, le chef (saison 2)
  - So Help Me Todd (en) (2022-2023) : Alistair Song (saison 1, épisodes 2 et 15)

- Robert Picardo dans :
  - Star Trek: Voyager (1995) : Hologramme médical d'urgence (HMU)
  - Smallville (2008) : Edward Teague

- John Rubinstein dans :
  - Friends (2004) : le docteur (saison 10, épisode 17)
  - Bones (2013) : Mick Warren (saison 8, épisode 13)

- Edward James Olmos dans :
  - Battlestar Galactica (2004-2009) : l'amiral William Adama (74 épisodes)
  - Marvel : Les Agents du SHIELD (2015) : l'agent Robert Gonzales (5 épisodes)

- Alan Dale dans :
  - DOS : Division des opérations spéciales (2005) : Raymond Metcalf
  - The Assassin (2025) : Aaron Cross

- Peter Weller dans :
  - Monk (2006) : l'acteur jouant Stottlemeyer (saison 5, épisode 1)
  - MacGyver (2019-2021) : Elliot Mason (3 épisodes)

- David Costabile dans :
  - Three Rivers (2009) : Boyle (saison 1, épisode 5)
  - The Office (2010) : Eric Ward (saison 6, épisode 14)

- Larry Pine dans :
  - Hostages (2013) : Burton Delaney
  - Succession (2018) : Sandy Furness

- Richard Jenkins dans :
  - Olive Kitteridge (2014) : Henry Kitteridge
  - Berlin Station (2016-2019) : Steven Frost

- Bill Paterson dans :
  - Fleabag (2016-2019) : le père de Fleabag
  - Petit Meurtre entre frères (2019) : Roy Lynch (mini-série)

- James Cosmo dans :
  - La Folle Aventure des Durrell (2016-2019) : le capitaine Creech (4 épisodes)
  - His Dark Materials : À la croisée des mondes (2019) : Farder Coram (saison 1)

- John Getz dans :
  - Timeless (2016-2017) : Benjamin Cahill
  - Doom Patrol (2020) : Paul Trainor

- Peter Mullan dans :
  - Cursed : La Rebelle (2020) : le Père Carden
  - Le Seigneur des anneaux : Les Anneaux de pouvoir (depuis 2022) : Durin III

- 1992-1999 : Dingue de toi : Mark Devanow (Richard Kind)
- 1993-1997 : Agence Acapulco : Brett Richardson (Spencer Rochfort)
- 1995-1997 : Une fille à scandales : T.J. (Darryl Sivad)
- 1997-1998 : Oz : Simon Adebisi (Adewale Akinnuoye-Agbaje)
- 1998 : Terre Violente : ? (?)
- 1999 : La Famille Green : Mitch Green (Jon Tenney)
- 1999-2005 : Stargate SG-1 : Yu Huang Shang Ti (Vince Crestejo)
- 2001 : Espions d'État : Joshua Nankin (David Clennon)
- 2001-2006 : New York, section criminelle : le capitaine James Deakins (Jamey Sheridan) (2e voix)
- 2002 : Fastlane : Bob Parish (Bill Duke)
- 2002-2003 : Boomtown : Ben Fisher (Erich Anderson)
- 2002-2003 : Malcolm : Boyd (Michael Shamus Wiles) (saison 4, épisodes 6 et 12) et l'avocat (David Rasche) (saison 4, épisode 9)
- 2003 : Preuve à l'appui : Ted (John Combs)
- 2003-2004 : Agence Matrix : Roger Atkins (Will Lyman)
- 2004 : Charmed : Gideon (Gildart Jackson)
- 2005 : Prison Break : Dr Brighton (David Darlow)
- 2005-2007 : The Closer : L.A. enquêtes prioritaires : Dr Crippen (James Avery)
- 2006 : Bones : Branson Rose (Robert Foxworth) (saison 1, épisode 18)
- 2006 : Charmed : Candor (Leland Crooke)
- 2007 : Heroes : Steve Gustavson (Bill Fagerbakke)
- 2008 : Le Retour de K 2000 : KITT (Val Kilmer) (voix)
- 2008 : Dr House : le shérif Costello (Jack Conley)
- 2008 : Merlin : Aulfric (Kenneth Cranham)
- 2008-2011 : Sons of Anarchy : John Teller (Nicholas Guest (en)) (voix - 14 épisodes) / le chef des hommes du shérif (Casey Sander) (saison 3, épisodes 6 et 12)
- 2009 : The Office : le livreur de gâteaux (Charlie Sanders) (saison 6, épisode 12)
- 2009-2010 : Breaking Bad : Donald Margolis (John de Lancie)
- 2010 : Bones : Tyler Milford (John Fleck) (saison 6, épisode 5)
- 2011 : Suits : Avocats sur mesure : Robert Stensland (Hamish McEwan) (saison 1, épisode 3)
- 2012 : Real Humans : 100 % humain : Ove Holm (Ola Wahlström)
- 2012 : Episodes : Sanford Shamiro (Nigel Planer)
- 2012 : Labyrinthe : Bertrand Pelletier (Danny Keogh) (mini-série)
- 2012-2013 : Smash : Jerry Rand (Michael Cristofer)
- 2012-2019 : Arrow : Robert Queen (Jamey Sheridan) (7 épisodes)
- 2013 : Bones : Dwayne Wilson (Gary Grubbs) (saison 8, épisode 11)
- 2013 : Once Upon a Time : le roi Xavier (Joaquim de Almeida)
- 2013 : Miss Fisher enquête : Pr Bradbury (Lewis Fitz-Gerald)
- 2013 : Vikings : Wigea (Jonathon Kemp) (saison 1, épisodes 4 et 6)
- 2013-2015 : Defiance : Rafe McCawley (Graham Greene) (28 épisodes)
- 2014 : Le Veuf Noir : Brian Drumm (James Laurenson)
- 2014 : Miss Fisher enquête : Jimmy Creswick (Marco Chiappi)
- 2015 : The Strain : Harrisson McGeever (Ron Lea)
- 2015 : Miss Fisher enquête : le baron Henry Fisher (Pip Miller)
- 2015 : Downton Abbey : Sir Mark Stiles (James Greene) / Hugh « Shrimpie » MacClare (Peter Egan) (2e voix)[11] / un participant au débat à l'hôpital (Paul Prescott) (saison 6, épisode 9)
- 2015-2016 : Bloodline : Larry (Steve Zurk)
- 2015-2019 : Derrière les barreaux : Dr Carlos Sandoval (Ramiro Blas) (34 épisodes)
- 2015-2019 : Chicago Med : Cornelius Rhodes (D. W. Moffett) (16 épisodes)
- 2016 : The Young Pope : l'archevêque Kurtwell (Guy Boyd) (mini-série)
- 2016-2017 : The Crown : Clement Attlee (Simon Chandler) et Harold Macmillan (Anton Lesser)
- 2016-2018 : Preacher : Dieu (Mark Harelik)
- 2016-2023 : Billions : Chuck Rhoades Sr. (Jeffrey DeMunn)
- 2017 : Genius : Albert Einstein (Geoffrey Rush)
- 2017 : The Girlfriend Experience : Donald Fairchild (Tad Jones)
- 2017 : Mindhunter : l'inspecteur McGraw (Thomas Francis Murphy)
- 2017 : Godless : un habitant de La Belle [Qui ?]
- 2017 : Angie Tribeca : Arnold Waifer (Brad Leland)
- 2017 : Vice Principals : Brian Biehn (Fisher Stevens)
- 2017 : Braquage à la suédoise (sv) : Gunnar Bertilsson (Ralph Carlsson (sv))
- 2018 : Riverdale : le coach de lutte [Qui ?]
- 2018 : L'Aliéniste : Bishop Potter (Sean McGinley)
- 2018 : Picnic at Hanging Rock (en) : le colonel Fitzhubert (Nicholas Hope)
- 2018 : The Good Fight : Franz Mendelssohn (Kevin McNally)
- 2018 : Genius : Henri Rousseau (Tchéky Karyo)
- 2018 : 1983 : Wiktor Zborowski (Janusz Zurawski)
- 2018 : Troie : La Chute d'une cité : Priam (David Threlfall) (mini-série)
- 2018 : Magnum : William Malua (C. S. Lee)
- 2018 : Vikings : l'abbé Abbot (Bosco Hogan (en))
- 2018-2019 : En famille : Leo (Quimet Pla)
- 2018-2020 : Yellowstone : A. G. Stewart (Timothy Carhart)
- 2019 : Les Nouvelles Aventures de Sabrina : Methuselah (William B. Davis)
- 2019 : Les Périls de l'amour : Peter Miller (Tony Plana)
- 2019 : Mindhunter : un orateur au concert gratuit [Qui ?]
- 2019 : Merry Happy Whatever : Ted Boseman (Dan Castellaneta)
- 2019 : V Wars : le détective Mike Yanov (Hardee T. Lineham)
- 2019 : Trois Noëls : ? (?) (mini-série)
- 2019 : La Guerre des mondes : Chamberlain (Nicholas Le Prevost) (mini-série)
- 2019 : Total Control : Kevin Cartwright (David Roberts) (saison 1)
- 2019-2020 : Crash Landing on You : Ri Choong-ryeol (Jeon Gook-hwan) (10 épisodes)
- 2019-2021 : Atiye : Mustafa (Civan Canova)
- 2020 : Medical Police : Mathéo et Frank Neri (John Kapelos) (saison 1, épisodes 3 et 4)
- 2020 : Freud : Oskar Janecek (Martin Zauner) (3 épisodes)
- 2020 : Lucifer : Niels Schuman (Joel Swetow) (saison 5, épisode 7)
- 2020 : Perry Mason : Herman Baggerly (Robert Patrick) (saison 1)
- 2020 : Coup pour coup (es) : ? (?) (mini-série)
- 2020-2022 : Love & Anarchy : Lars Fagerström (Lars Väringer)
- 2020-2023 : Hunters : Simon Wiesenthal (Judd Hirsch) (3 épisodes)
- 2021 : La Méthode Kominsky : Barry Levinson (Barry Levinson) (saison 3, épisodes 4 et 5)
- 2021 : Chabracadabra : Patoche [Qui ?] (voix)
- 2021 : Hawkeye : Armand Duquesne III (Simon Callow) (mini-série)
- 2021 : Dopesick : Mortimer Sackler (Walter Bobbie) (mini-série)
- depuis 2021 : Foundation : Frère au Soir (Terrence Mann)
- 2021-2022 : Bloodlands (en) : Jackie Twomey (Lorcan Cranitch (en))
- 2022 : Ozark : le sénateur Randall Schafer (Bruce Davison) (saison 4)
- 2022 : Better Call Saul : Lenny (John Ennis) (saison 6, épisodes 6 et 7)
- 2022 : Obi-Wan Kenobi : Dark Vador (James Earl Jones) (voix, mini-série)
- 2022 : Bang Bang Baby : ? (?)
- 2022 : The White Lotus : Bert Di Grasso (F. Murray Abraham)
- 2022 : Slow Horses : Charles Partner (James Faulkner) (saison 1, épisodes 2 et 6) et Duncan Tropper (Adrian Rawlins) (saison 2)
- 2023 : 1923 : ? (?)
- 2023 : Faux-semblants : Marion (Michael McKean) (mini-série)
- 2023 : Hijack : Marcus (Jasper Britton) (mini-série)
- 2023 : Painkiller : Mortimer Sackler (John Rothman) (mini-série)
- 2023 : Gangs of Oslo : l'épicier [Qui ?] (saison 1, épisodes 2 et 4)
- 2023 : Lawmen : L'Histoire de Bass Reeves : le juge Isaac Parker (Donald Sutherland) (mini-série)
- 2023 : One Trillion Dollars (de) : Cristoforo Vacchi (Orso Maria Guerrini) (mini-série)
- 2024 : Detective Forst (en) : Edmund Osica (Andrzej Bienias (pl))
- 2024 : The New Look : Maurice Dior (Michael Carter (en))
- 2024 : Avatar, le dernier maître de l'air : le Grand Sage (François Chau)
- 2024 : The Gentlemen : Bobby Glass (Ray Winstone)
- 2024 : Le Régime : Joseph Vernham (Finbar Lynch (en)) (mini-série)
- 2024 : Blue Bloods : Frank Reagan (Tom Selleck) (3e voix, à partir de l'épisode 6 de la saison 14)
- 2024 : Opérations Spéciales : Lioness : Edwin Mullins (Morgan Freeman) (2e voix, à partir de l'épisode 4 de la saison 2)
- 2024 : Whiskey on the Rocks : Harry Jansson (Per Ragnar (sv)) (mini-série)
- 2025 : The Pitt : ? (?)
- 2025 : La Meneuse : Bernie Berger (Alan Barinholtz (en))
- 2025 : Good American Family : Dr Lawrence (David Paymer) (mini-série)

#### Séries d'animation
- 1970-1971[n 25] : Makko : Anthony, Peter
- 1984 : Le Sourire du dragon : Hank (épisodes 18 et 19)
- 1990-1991[n 26] : Cyber City Oedo 808 : Dave Kurokowa (OAV)
- 1991 : Sophie et Virginie : Julien Charon (2e voix de remplacement)
- 1993-1995 : Les Histoires du père Castor : divers personnages
- 1994[n 27] : Spider-Man, l'homme-araignée : Shocker, Mercenaire, le vigile du Bugle (épisode 8)
- 1996[n 28] : L'Incroyable Hulk : Dr Fatalis
- 1997 : La Légende de Calamity Jane : voix additionnelles
- 1997 : Papyrus : Ré et Nekhet
- 1998 : Bob Morane : Ming
- 1998 : Hercule : Ptolémée (épisode 30)
- 1998-2000 : Godzilla, la série : voix additionnelles
- 1999-2000 : Monster Rancher : voix additionnelles
- 2000 : Max Steel[12] : Jefferson Smith
- 2000 : Wounchpounch : Bella Belzebuth Bubonic
- 2001 : La Légende de Tarzan : Theodore Roosevelt
- 2001-2003 : La Momie :  Ardethebay / le directeur
- 2003-2013 : Totally Spies! : Willard (1re voix), le président des États-Unis (épisode 38), Ulrich Wernerstein (épisode 61), Dr Max Molaire (épisode 63) et Auguste (épisodes 155 et 156)
- 2004[n 29] : Keroro, mission Titar : le narrateur
- 2004 : Teen Titans : Les Jeunes Titans : le Maître du Jeu (épisode 22)
- 2011-2015 : Jake et les Pirates du Pays imaginaire : capitaine Crochet
- 2012 : Les Mystérieuses Cités d'or : le sage orange
- 2012[n 30] : JoJo's Bizarre Adventure : Phantom Blood : George Joestar
- 2012-2014 : Star Wars: The Clone Wars : le Comte Dooku (saisons 5 et 6 uniquement)
- 2013 / 2016 : Archer : Lance Casteau et Ellis Crane
- 2013-2021 : Thomas et ses amis : le narrateur
- 2014 : La Forêt de l'Étrange : Enoch
- 2015 : Les Grandes Grandes Vacances : Pr Herpin
- 2015 : Objectif Blake ! : John Vandus 1er, le général des extracureuils
- 2015-2016 : Star Wars Rebels : Dark Vador (2e voix)
- 2015-2018 : Overlord : Sébas Tian
- 2016 : Pokémon Générations : Glaucus
- 2016-2017 : Chasseurs de trolls : Les Contes d'Arcadia : Vendel
- 2016-2017 : Star Wars : Les Aventures des Freemaker : Dark Vador
- 2018-2019 : Raiponce, la série : Vigor le visionnaire et Lord Demanitus
- 2018-2020 : Baki : Dorian, Mitsunari Tokugawa, Muhammed Ali, Gerry Strydum, Lee Kaioh et voix additionnelles
- 2019 : Le Prince des dragons : le roi Hallig
- 2019 : Le Trio venu d'ailleurs : Les Contes d'Arcadia : Vendel
- 2019 : Les Œufs verts au jambon : le narrateur
- 2019-2020 : Fourchette se pose des questions (en) : Vieux réveil
- 2019-2021 : Carmen Sandiego : Shadow-san
- 2020 : Mages et Sorciers : Les Contes d'Arcadia : Vendel
- 2020 : I'm Standing on a Million Lives : le maître du jeu (épisode 1)
- 2020-2022 : Ghost in the Shell: SAC 2045 : Batou
- 2021 : 86: Eighty-Six : le colonel Jérôme Karlstahl
- 2021 : Le Monde Merveilleux de Mickey : le Miroir magique (épisode 19) et Walt Disney (épisode 20)
- 2021 : Chicago Party Aunt : Tom Skilling (saison 1, épisodes 2 et 7) et Lou « Big Lou » (saison 1, épisode 4)
- 2021 : Super Crooks : Christopher « Le Bâtard » Matz
- 2021 : L'Attaque des Titans : le père de Kord
- 2021-2023 : Valkyrie Apocalypse : le narrateur, Michel-Ange, Seigen Toda et voix additionnelles
- 2021-2023 : Baki Hanma : le colonel Strydum, Kent et voix additionnelles
- depuis 2022 : Patrick Super Star : Grand-père étoile
- 2022-2023 : The Devil Is a Part-Timer! : le narrateur (saison 2)
- 2022 : Tales of the Jedi : comte Dooku / Dark Tyranus[n 31]
- depuis 2023 : Lego Star Wars : Célébrez les saisons : Dark Vador
- 2024 : T・P Bon (en) : Imhotep
- 2024 : La Rivière à l'envers : Icham (création de voix)
- 2025 : Sakamoto Days : le narrateur

### Jeux vidéo
- 2000 : La Route d'Eldorado : Pour l'or et la gloire : Tulio
- 2001 : Dracula 2 : Le Dernier Sanctuaire : le docteur Seward
- 2002 : Kingdom Hearts : le capitaine Crochet
- 2002 : Peter Pan Aventures au Pays imaginaire (en) : le capitaine Crochet
- 2004 : Halo 2 : Arbiter
- 2005 : Kingdom Hearts 2 : Big Ben
- 2005 : World of Warcraft : Khadgar
- 2006 : Splinter Cell: Double Agent : Emile Dufraisne[n 32]
- 2006 : Tom Clancy's Splinter Cell: Essentials : le capitaine Moore
- 2006 : Gothic 3 : Diego
- 2007 : Halo 3 : Arbiter
- 2007 : The Settlers : Bâtisseurs d'empire : le prince Rouge
- 2007 : Call of Duty 4: Modern Warfare (DS) : voix additionnelles
- 2007 : Mass Effect : Bel Anoleis, voix additionnelles
- 2007 : Les Simpson, le jeu : voix diverses, Dieu
- 2007 : Assassin's Creed : voix additionnelles[n 32]
- 2007 : Naruto: Rise of a Ninja : Jiraya
- 2007 : Clive Barker's Jericho : le narrateur
- 2008 : Dead Space : le capitaine Zach Hammond
- 2008 : Prince of Persia : le roi endeuillé
- 2008 : Crysis Warhead : l'évaluateur
- 2008 : Dawn of War: Soulstorm : le Grand Voivode Tharil
- 2009 : Call of Duty: World at War : Edward Richtofen
- 2009 : Batman: Arkham Asylum : James Gordon jeune
- 2009 : Brütal Legend : le narrateur[n 32]
- 2009 : Dragon Age: Origins : Loghain Mac Tir[n 32]
- 2009 : Assassin's Creed II : voix additionnelles[n 32]
- 2009 : Assassin's Creed: Bloodlines : Barnabas et voix additionnelles
- 2009 : James Cameron's Avatar: The Game : René Harper[n 32]
- 2010 : BioShock 2 : le père Simon Wales
- 2010 : Civilization V : narrateur
- 2010 : God of War 3 : Poséidon
- 2010 : God of War: Ghost of Sparta : Poséidon et le soldat mourant
- 2010 : Mafia II : un usurier
- 2010 : Majin and the Forsaken Kingdom : voix-off, le Roi et voix additionnelles
- 2010 : Mass Effect 2 : l'Homme-trouble
- 2010 : R.U.S.E. : colonel Campbell
- 2010 : Singularity : professeur Viktor Barisov
- 2010 : Army of Two : Le 40e Jour : Dr Wu
- 2011 : Alice : Retour au pays de la folie : le Chapelier fou, les marins noyés, fourmi origami vieillard
- 2011 : Anno 2070 : FATHER
- 2011 : Bulletstorm : général Sarrano
- 2011 : Deus Ex: Human Revolution : lieutenant Chase et Jack O'Malley
- 2011 : Duke Nukem Forever : le président[n 32]
- 2011 : Killzone 3 : Jorhan Stahl[n 33]
- 2011 : Le Seigneur des anneaux : La Guerre du Nord : Béléram
- 2011 : Rage : le maire Clayton et Dietrich
- 2011 : Arcania: Fall of Setarrif : voix additionnelles
- 2011 : Star Wars: The Old Republic : Dark Baras, le commodore Margok et ma$itre Gnost Dural[n 32]
- 2011 : The Cursed Crusade : le vieil homme du village
- 2011 : Ace Combat: Assault Horizon : général Ivan Stagleishov
- 2011 : The Elder Scrolls V: Skyrim : Mercer Frey, Kodlak Blancrin et Mehrunes Dagon[n 32]
- 2011 : Thor : Dieu du tonnerre : Odin
- 2011 : Kinect: Disneyland Adventures : le capitaine Crochet
- 2012 : Alan Wake : Tor Anderson
- 2012 : Dishonored : Lord Brisby et voix additionnelles[n 32]
- 2012 : Mass Effect 3 : l'Homme-trouble
- 2012 : Prototype 2 : Dr Koenig et voix additionnelles
- 2012 : Resident Evil: Revelations : Morgan Lansdale
- 2012 : Hitman: Absolution : Dr Warren Ashford
- 2013 : Batman: Arkham Origins : Commissaire Loeb
- 2013 : BioShock Infinite : Ty Bradley et Ronald Frank
- 2013 : Disney Infinity : Dark Vador
- 2013 : Sonic Lost World : Zik
- 2013 : Tom Clancy's Splinter Cell: Blacklist : le général Ali Rohani[n 32]
- 2013 : God of War: Ascension : Poséidon (multijoueur)
- 2014 : Dragon Age: Inquisition : Loghain Mac Tir
- 2014 : Hearthstone: Heroes of Warcraft : Khadgar
- 2014 : League of Legends : Azir
- 2014 : The Amazing Spider-Man 2 : Stan Lee
- 2014 : Lara Croft and the Temple of Osiris : Osiris
- 2014 : Planes 2 : Mission Canadair : Blade Ranger
- 2014 : La Terre du Milieu : L'Ombre du Mordor : divers Uruks
- 2014 : Assassin's Creed: Rogue : voix additionnelles[n 32]
- 2015 : Halo 5: Guardians : Arbiter
- 2015 : Star Wars : Battlefront : Dark Vador
- 2015 : Call of Duty: Black Ops III : l'Homme de l'ombre
- 2015 : Trine 3: The Artifacts of Power : le Prince des Ténèbres
- 2015 : Batman: Arkham Knight : l'Ordre de Saint-Dumas et voix additionnelles
- 2015 : Lego Dimensions : Albus Dumbledore et Martin Heiss
- 2015 : Fallout 4 : Rex Goodman et voix additionnelles
- 2015 : Assassin's Creed Syndicate : Alfred Fleming et voix additionnelles[n 32]
- 2016 : Civilization VI : le narrateur[n 32]
- 2016 : Final Fantasy XV : Regis Lucis Caelum[n 32]
- 2016 : Steep : voix additionnelles
- 2016 : Lego Star Wars : Le Réveil de la Force : Dark Vador
- 2016 : XCOM 2 : Dr Richard Tygan
- 2016 : The Witcher 3: Wild Hunt - Blood and Wine : le doyen des Invisibles, le grand-maître armurier Lazare Lafargue et voix additionnelles
- 2017 : Assassin's Creed Origins : Simonides[n 32]
- 2017 : Star Wars Battlefront II : Dark Vador
- 2017 : Call of Duty: WWII : Jefferson Potts[n 34]
- 2017 : Prey : le Dr Sylvain Bellamy[n 32]
- 2017 : La Terre du Milieu : L'Ombre de la guerre : divers Uruks[n 32]
- 2017 : For Honor : voix additionnelles[n 32]
- 2018 : Detroit: Become Human : Michael Brinkley, le journaliste de CTN TV
- 2018 : Kingdom Come: Deliverance : Divish de Talmberg
- 2018 : Monster Hunter: World : voix additionnelles
- 2018 : Rise of Kingdoms : Charles Martel
- 2018 : Assassin's Creed Odyssey : Dienekès, Thaletas et voix additionnelles[n 32]
- 2018 : Call of Duty: Black Ops IIII : Godfrey[n 35]
- 2018 : Deliver Us the Moon : William McArthur et le capitaine Pearson
- 2019 : Sekiro: Shadows Die Twice : le Tengu d'Ashina
- 2019 : Final Fantasy XV : épisode Ardyn : Regis Lucis Caelum jeune
- 2019 : Days Gone : le colonel Matt Garret
- 2019 : Age of Empires II: Definitive Edition : Sangrama, voix additionnelles.
- 2019 : Star Wars Jedi: Fallen Order : Dark Vador[n 32]
- 2020 : Ghost of Tsushima : Ishikawa
- 2020 : Borderlands 3 - Une Prime Sanglante : le narrateur
- 2020 : Legends of Runeterra : Azir
- 2020 : Star Wars: Squadrons : Dark Vador[n 32]
- 2020 : Age of Empires III: Definitive Edition : Mototada
- 2021 : New World : divers personnages
- 2022 : Call of Duty: Modern Warfare II : le général Herschel Shepherd[n 36]
- 2023 : Deliver Us Mars : William McArthur
- 2023 : Wild Hearts : ?
- 2023 : Atomic Heart : ?
- 2023 : Star Wars Jedi: Survivor : Dark Vador[n 32]
- 2023 : Diablo IV : Lorath
- 2023 : Alan Wake 2 : Tor Anderson
- 2023 : Call of Duty: Modern Warfare III : le général Herschel Shepherd[n 36]
- 2023 : Avatar: Frontiers of Pandora : ?
- 2024 : Star Wars Outlaws : Dark Vador[n 32]
- 2025 : Assassin's Creed Shadows : Momochi Sandayu et voix additionnelles
- 2025 : Mafia: The Old Country : Niccolo Galante

### Spectacle
- 2015 : Bonne nuit les petits : Gros Nounours et le sac aux trésors : Nounours

## Voix off

### Documentaires
- 1983, au bord de l'apocalypse (Arte)
- Jurassic Park, une histoire vraie ? (Science et Vie)
- Staline le tyran rouge
- Alaska, l'histoire d'une terre de glace (Voyage)
- B comme Berlin (Arte)
- Il était une fois en Irlande du Nord (BBC et Arte)